# 関屋大橋
関屋大橋（せきやおおはし）は、新潟県新潟市の関屋分水路に架かる新潟県道16号新潟亀田内野線の道路橋梁。左岸は中央区、右岸は西区の区域にあたる。

## 概要
関屋分水路の開削工事進捗に伴い1971年5月20日に完成。信濃川の本川分流点に近いところに架かる。橋長278.7 m、幅員17.3 m。片側2車線の計4車線で、両端に歩道を備える。当初歩道は下流側のみにしかなく、上流側の歩道は元々新潟交通電車線の橋梁として供用されていたものだが、同線が1999年4月に廃線となったのに伴い、2003年に改修し歩道として供用された。
橋西詰の青山道下交差点から、県道16号は右にルートを変えて同市内野、巻、国道116号方面へ、この交差点を起点とする県道42号は新潟バイパス・黒埼IC、白根方面へ、直進した先は新潟市道5-132号線となり、県道16号や新潟市道平島小針線（通称・大堀幹線）へそれぞれ至る。関屋大橋はこれら幹線道路へ繋がる、新潟島（新潟市街地）から新潟市西部や南西部へ向かう要衝の橋として機能している。
尚、2005年3月から平日通勤時間帯の混雑を緩和するため、関屋大橋を含む関新一丁目交差点 - 青山道下交差点の区間で車線変異（リバーシブルレーン）を実施している。午前7時30分から9時までの間は、市役所方面が3車線、青山方面が1車線となり、市役所方面の左側車線はバスレーンとなる。その他の時間帯は片側2車線。
新潟まつりの花火大会を遠くから眺める事が出来るため、祭り当日には主に青山地区から多くの住民が橋に集まってくる。

## 主な接続道路
- 新潟県道42号新潟黒埼インター線（青山道下交差点）

## 歴史
- 1971年5月20日 - 国道8号（重複：国道17号・国道116号・国道289号）の道路橋梁として開通。なお、関屋大橋の開通前は、国道8号と国道116号は関南町交差点で接続していたが、関屋大橋の開通に伴い青山道下交差点で接続する経路に付け替えられ、青山道下交差点 - 関南町交差点間は同国道の重複区間とされた。
- 1974年4月22日 - 新潟バイパスの開通、および国道116号の有明大橋経由の本線化に伴い、一般県道黒埼新潟線に指定変更。
- 1985年5月 - 主要地方道新潟亀田内野線に指定変更。のちに県道番号が付与され県道16号となる。

## その他
- 2016年3月に街路灯がLEDのものに交換された。